# Sanisko w Bykowcach
Sanisko w Bykowcach (PLH180045) – projektowany specjalny obszar ochrony siedlisk, aktualnie obszar mający znaczenie dla Wspólnoty, położony w Bykowcach w sąsiedztwie ujścia Osławy do Sanu. Zajmuje powierzchnię 79,77 ha i leży na terenie gmin Sanok i Zagórz w powiecie sanockim (województwo podkarpackie).
Około 80% terytorium obszaru leży w granicach Wschodniobeskidzkiego Obszaru Chronionego Krajobrazu.
Występuje tu pięć typów siedlisk z załącznika I dyrektywy siedliskowej:
- starorzecza
- ziołorośla nadrzeczne
- łąki świeże
- grąd
- łęg

Dodatkowo występują tu m.in.:
- liczne gatunki ptaków
- bóbr Castor fiber
- wydra Lutra lutra
- traszka grzebieniasta Triturus cristatus
- kumak górski Bombina variegata
- piskorz Misgurnus fossilis